# 堀田訓幸
堀田 訓幸（ほりた くにゆき、1970年8月24日 - ）は、日本のお笑いタレント、実業家である。福岡県の出身で、お笑いコンビ「ホロッコ」のメンバーと、
芸能事務所フラットファイヴの社長を務める。

## 略歴
大東文化大学文学部日本文学科卒業し、大学時代は落語研究会で活動した
1994年に立川談志の元へ弟子入りした。
ホリプロに所属してコンビ「デジタルズ」として活動したのちに解散し、1998年にフリーとなる。
1999年に妻の真理子（こまり）と「ホロッコ」を結成して「有限会社フラットファイヴ」を設立し、かつてホリプロに所属して当時はフリーで活動していた「サンドウィッチマン」を誘った。かねてよりエンタの神様へ出演を真理子と約束していたが、「ホロッコ」として2004年10月16日放送回に出演したことを機に入籍した。フラットファイヴの事務所は月家賃48000円の木造アパートの一室であったが、のちに飛躍したサンドウィッチマンの負担で移転した。サンドウィッチマンのマネージメント業に勤しむため、一時期芸人活動を休止したが、2009年から浅草フランス座演芸場東洋館の「雷ライブ」に出演するなど活動を再開した。
2012年3月に「百太郎」から「ほり太」に改名した。
2014年1月1日にオフィス北野へ移籍したが、2018年4月21日にフラットファイヴへ戻りホロッコとしてラフィーネプロモーションと業務提携する。

## 出演番組

### テレビドラマ
- モブサイコ100 - 第1話 （2018年1月 - 、テレビ東京） - 教師
- 騎士竜戦隊リュウソウジャー - 第15話（2019年6月30日、テレビ朝日） - 武藤浩二 役

### 配信番組
- 特撮は爆発だ!